# Medaille der ontsnapten (Frankrijk)
De medaille der ontsnapten (Frans: Médaille des évadés) is een Franse militaire onderscheiding, De medaille werd op 20 augustus 1926 door de Franse regering ingesteld om uit Duitse gevangenenkampen ontsnapte Franse krijgsgevangenen te eren. Ook krijgsgevangenen die tijdens hun vluchtpoging omkwamen kregen -postuum- deze medaille toegekend.

## Instelling en toekenningsvoorwaarden
De medaille werd ingesteld door president Gaston Doumergue in de Wet van 20 augustus 1926. Later werd vastgelegd dat niet alleen de tijdens de Eerste Wereldoorlog, maar ook de tijdens de Frans-Duitse Oorlog (1870-1871) uit krijgsgevangenschap ontsnapte militairen, voor de medaille in aanmerking kwamen. De criteria voor ontsnappingen tijdens de oorlog van 1914 tot 1918 werden in 1927 geformuleerd. De medaille werd ook aan de uit de Elzas en Lotharingen afkomstige Fransen toegekend die, na verplicht in het Duitse leger te zijn getreden, waren gedeserteerd om in Frankrijk dienst te nemen.
De statuten werden later zo gewijzigd dat ook de officieren, soldaten en matrozen van de Tweede Wereldoorlog en latere conflicten deze onderscheiding kunnen verwerven. Ook die burgers die in de Tweede Wereldoorlog aan Duitse gevangenschap ontsnapten met de bedoeling zich beschikbaar te stellen voor dienst in de Franse krijgsmacht kwamen voor toekenning van de Medaille der ontsnapten in aanmerking. De criteria voor toekenning voor succesvolle ontsnappingen tijdens de Tweede Wereldoorlog werden pas in 1959 geformuleerd.
Ook nu waren van oorsprong Franse burgers in het in 1940 wederom geannexeerde Elzas-Lotharingen met dwang in het Duitse leger opgenomen. Zij kwamen na desertie uit de Wehrmacht, met de bedoeling om in Frankrijk dienst te nemen, in aanmerking voor deze medaille. Verder gaven de volgende ontsnappingen recht op deze medaille:
- Ontsnapping uit een krijgsgevangenenkamp;
- Ontsnapping uit gevangenschap voor wie was geïnterneerd wegens handelingen die verband hielden met het verzet;
- Ontsnapping uit vijandelijk of door de vijand gecontroleerd grondgebied waarbij illegaal een grens of een controlepost werd overschreden.

De pogingen hoefden niet noodzakelijk succesvol te zijn geweest:
- Twee ontsnappingspogingen gevolgd door disciplinaire maatregelen of één ontsnappingspoging waarna men naar een straf- of concentratiekamp werd overgebracht gaven ook recht op de Medaille der ontsnapten.
- Een enkele mislukte ontsnappingspoging die bestraft werd met overplaatsing naar een strafkamp of concentratiekamp zodat men in aanmerking kwam voor het Kruis voor Oorlogsvrijwilligers van het Verzet (Frans: "Croix du combattant volontaire de la Résistance") gaf ook recht op deze medaille.
- Ook burgers uit Elzas-Lotharingen die uit deze door Duitsland bezette en geannexeerde Franse departementen ontsnapten om tegen de vijanden van Frankrijk te vechten kwamen voor deze medaille in aanmerking.

Al deze ontsnappingen, ontsnappingspogingen en grensoverschrijdingen moesten tussen 2 september 1939 en 15 augustus 1945 hebben plaatsgevonden. Op 1 januari 1968 werd een zogeheten "forclusion" ingesteld. De Franse regering nam geen voordrachten meer in behandeling. Daarop is men in 1981 teruggekomen.
De medaille kan nog steeds aan Fransen en in Franse militaire dienst staande vreemdelingen worden toegekend. Daarbj geldt, bij uitzondering, het recht van reclame; men kan zelf om de medaille vragen. Wie stierf tijdens een ontsnapping of stierf aan de gevolgen van tijdens een ontsnappingspoging opgelopen verwonding heeft recht op de medaille der ontsnapten en krijgt deze postuum toegekend.
Het bezit van deze medaille telt als een titre de guerre. De dragers komen in aanmerking voor het Legioen van Eer, de Militaire medaille of de Nationale Orde van Verdienste. De dragers ontvangen ook een diploma.

## De medaille
De ronde bronzen medaille heeft een diameter van 30 millimeter en is op de voorzijde versierd met een afbeelding van een met een eikenkrans gekroonde Marianne, zinnebeeld van de Franse republiek. Het rondschrift luidt REPUBLIQUE FRANCAISE. Het ontwerp is van de hand van Alphée Dubois.
Op de keerzijde staat binnen een eikenkrans MÉDAILLE DES ÉVADÉS.
De medaille wordt aan een groen zijden lint met brede oranje baan in het midden en twee smalle oranje strepen lags de boorden op de linkerborst gedragen. In sterren en palmen voor herhaaldelijke toekenning is niet voorzien.
Het 2e Regiment Dragonders, dat op 29 november 1942 voor een groot deel naar de Vrije Fransen in Noord-Afrika overliep, heeft als enige militaire eenheid de medaille der ontsnapten toegekend gekregen. Het regiment voert de medaille als vaandeldecoratie aan een cravatte.

## De medaille en de dagorders
Frankrijk was bijzonder trots op mannen die hun leven waagden door aan de Duitsers te ontsnappen. Zij werden dan ook in een dagorder (citation) vermeld. Dat gebeurde tijdens de Eerste Wereldoorlog altijd zodat men een medaille uit die periode altijd samen met het Croix de guerre of, voor uit Turkse gevangenschap ontsnapten, het Croix de Guerre T.O.E. zag dragen. In de Tweede Wereldoorlog werden de ontsnapten nog slechts bij hoge uitzondering eervol vermeld.

## Protocol
Wanneer men op uniformen geen modelversierselen draagt is een kleine rechthoekige baton in de kleuren van het lint voorgeschreven. De medaille wordt ook als miniatuur gedragen op bijvoorbeeld een rokkostuum.

## Gedecoreerden
- Generaal Philippe Leclerc de Hauteclocque
- Generaal Marie-Pierre Kœnig
- Luitenant-kolonel prins Dimitri Zedguinidze-Amilakhvari van het Vreemdelingenlegioen
- Generaal Jean de Lattre de Tassigny
- Jean de Lattre de Tassigny
- Général de Brigade Edgar Puaud